# 近藤照男プロダクション
近藤照男プロダクション（こんどうてるお－） は、東映のプロデューサーだった近藤照男（2006年2月20日に77歳で死去）が1982年4月に設立した、日本のテレビ映画制作プロダクションである。

## 解説
近藤の独立に伴い、「Gメン'75」の最終回を東映から引き継いで制作し、以降はミステリー、サスペンスの単発ドラマのほか、「HOTEL」など、「Gメン」と同じ群像劇ものを得意とした。丹波哲郎をはじめ、俳優やスタッフを他の作品でも起用することが多い。数作品を除き、一貫してTBSの番組制作だけを手がけた。
近藤亡き後は活動を休止し、版権管理会社となっている。

## これまでの作品
- Gメン'75 第355話(最終回)「サヨナラGメン75また逢う日まで」（1982年、TBS）
- Gメン'82（1982年、TBS）
- 柿ノ木坂の首吊り殺人事件（1982年、TBS）
- 殺意の肖像（1982年、TBS）
- 女囚第3監房の脱走（1982年、TBS）
- 妻は告白する（1983年、TBS）
- 回転ドアの女（1984年、TBS）
- スーパーポリス（1985年、TBS）
- おかしな二人・危険な婚前旅行（1985年、TBS）
- 図々しい女たち（1985年、TBS）
- おかしな探偵・京都映画村ミステリー旅行（1986年、TBS）
- ドラマ23（TBS）
  - 隣りの未亡人（1987年）
  - 桂三枝の家政婦さん（1988年）
  - 悪女聖書（1988年）
- いたずら電話をする女・浮気の料理人!（1988年、TBS）
- ロス警察1989・ビバリーヒルズ殺人事件（1989年、テレビ朝日）
- HOTELシリーズ（1990年-2002年、TBS）
- 新幹線物語'93夏（1993年、TBS）
- Gメン'93春・第一級殺人の女（1993年、TBS）
- 五つの顔の変装刑事・右京警部補ファイルE（1996年、TBS）
- 新幹線'97恋物語（1997年、TBS）
- ミステリー作家 江戸川蘭子の事件簿・伊勢志摩バスツアー殺人事件（1999年、TBS）
- 変装の達人!! 警部・鬼沢平吉のファイルE（1999年、TBS）
- ミステリー作家・桜田桃子の冒険シリーズ（2000年・2002年・2003年、TBS）
- Gメン75スペシャルシリーズ（2000年・2001年、TBS）
- 軽井沢夫人（2002年、TBS）
- 駅前タクシー湯けむり事件案内シリーズ（2003年・2004年・2005年、TBS）
- やとわれ女将 菊千代の事件簿シリーズ（2004年・2005年・2006年、TBS）
- 隣の女－幽霊屋敷の殺人事件!!－（2006年、TBS）